# Бродский, Исаак Израилевич
Исаа́к Изра́илевич Бро́дский (25 декабря 1883  [6 января 1884], Софиевка, Таврическая губерния — 14 августа 1939, Ленинград) — русский, позднее советский живописец и график, один из основоположников живописи социалистического реализма, педагог и коллекционер; мастер исторической картины и портретист, автор обширной изобразительной ленинианы, карикатурист. Профессор (с 1932) и директор (с 1934) Всероссийской Академии художеств. Заслуженный деятель искусств РСФСР (1932); первый художник — кавалер ордена Ленина (1934).

## Биография

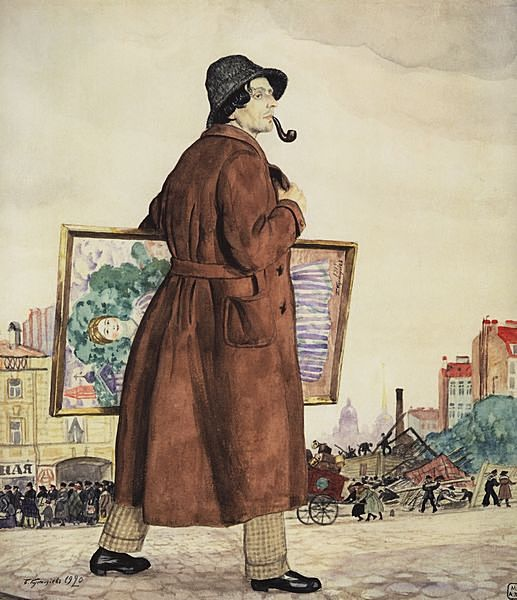
И. Бродский. Портрет работы Б. М. Кустодиева

Родился в еврейской семье. Отец был торговцем и землевладельцем, купцом второй гильдии города Ногайска Таврической губернии. Младшая сестра Раиса (1894—1946), окончив Санкт-Петербургскую консерваторию, стала музыкантом.
В 1896 году окончил Бердянское городское училище. Считал своей родиной город Бердянск. С детства проявил талант к живописи. С 1896 по 1902 год учился в Одесском художественном училище у Л. Д. Иорини, К. К. Костанди и Г. А. Ладыженского. Затем переехал в Санкт-Петербург и продолжил обучение в столичном Высшем художественном училище при Академии художеств. В течение пяти лет учился в Академии у И. Е. Репина. В 1909—1911 годах на деньги Академии ездил по Германии, Франции, Испании и Италии, в частности посетил на острове Капри М. Горького.
До Октябрьской революции 1917 года и в 1920-е годы Бродский участвовал в выставках в Академии художеств, был экспонентом «Товарищества южнорусских художников», «Товарищества передвижных художественных выставок», «Общества имени А. И. Куинджи», «Общины художников», членом-учредителем «Общества живописцев».
Летом 1917 года он начинает портрет Александра Керенского (заканчивает уже в 1918, когда Временное правительство было свергнуто), а после Октябрьской революции активно пишет портреты большевистских лидеров. Бродский много работал над созданием образов советских вождей, в первую очередь В. И. Ленина и И. В. Сталина, а также Луначарского, Ворошилова, Фрунзе, Калинина, Зиновьева и других.
В мае 1928 года Бродский был исключён из АХРР за «коммерческо-предпринимательскую деятельность, как собственник аукционного зала», руководствовавшийся «материальной выгодой, а не идеологическими соображениями». В апреле 1929 года было пышно отмечено 25-летие творческой деятельности Бродского — председательствовал К. И. Чуковский, который огласил многочисленные приветственные телеграммы.
Кроме того, Бродский занимался реорганизацией художественного образования в СССР. С 1932 года был профессором, а с 1934 — директором Всероссийской Академии художеств. К работе в возглавляемом им Ленинградском институте живописи, скульптуры и архитектуры И. И. Бродский привлёк многочисленный круг художников-педагогов, в прошлом учившихся в Академии художеств. Его учениками были такие известные художники и педагоги как А. И. Лактионов, Ю. М. Непринцев, В. М. Орешников, П. П. Белоусов, М. П. Железнов, Н. Е. Тимков, А. Н. Яр-Кравченко, П. К. Васильев, М. Г. Козелл и другие.

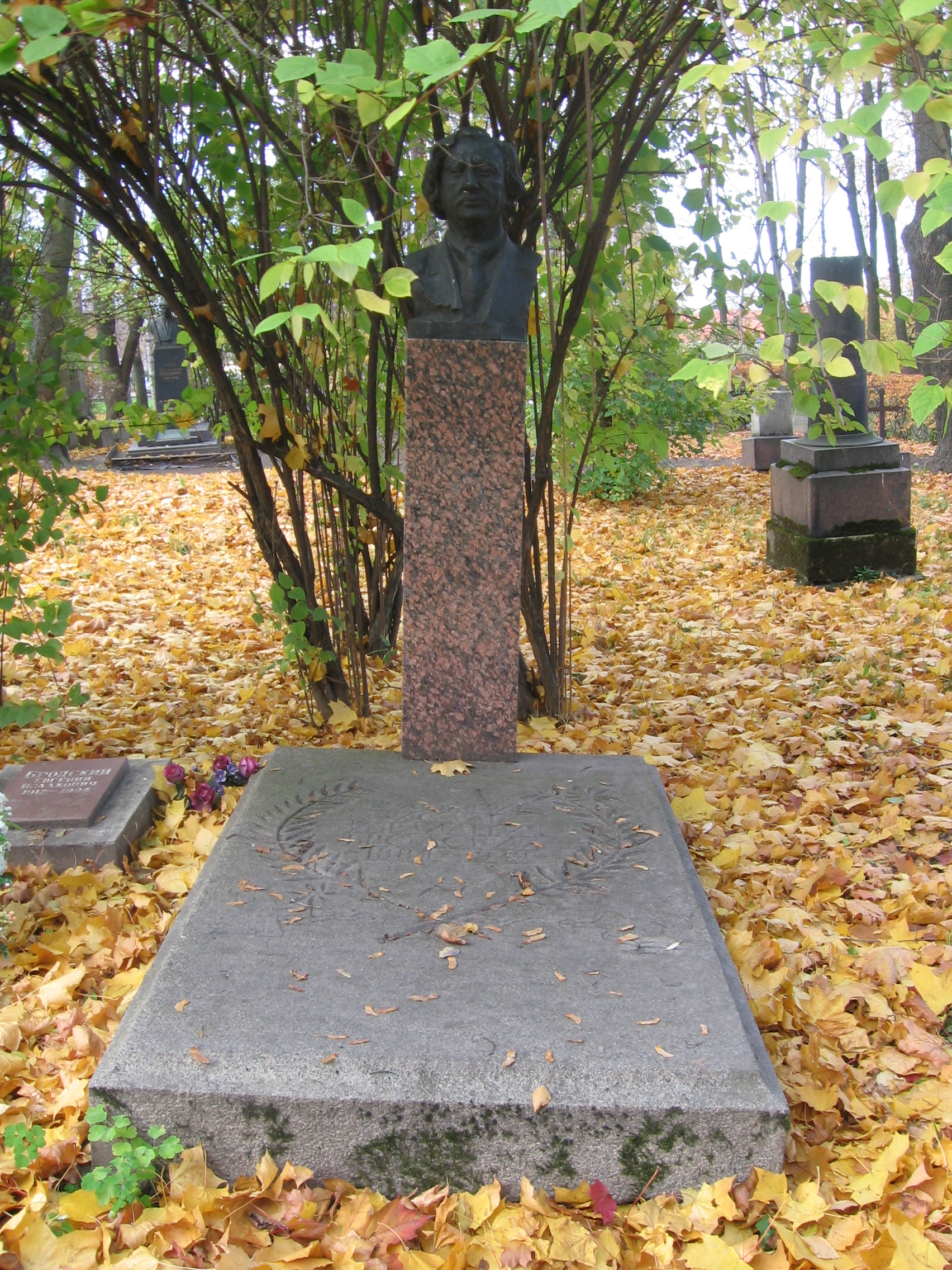
Могила И. И. Бродского на Литераторских мостках в Санкт-Петербурге.

Умер Бродский 14 августа 1939 года в Ленинграде. Похоронен на Литераторских мостках; надгробие по проекту архитектора В. С. Васильковского со скульптурой Б. Ф. Кратко (1934) установлено в 1978 году.

## Из воспоминаний современников
В своём дневнике Корней Чуковский, встречавшийся с Бродским в 1926 году так отметил стиль работы художника:

 17 февраля «… я взялся писать о Репине и для этого посетил Бродского Исаака Израилевича. Хотел получить от него его воспоминания. Ах, как пышно он живёт — и как нудно! Уже в прихожей висят у него портреты и портретики Ленина, сфабрикованные им по разным ценам, а в столовой — которая и служит ему мастерской — некуда деваться от „расстрела коммунистов в Баку“… И самое ужасное, что таких картин у него несколько дюжин. Тут же на мольбертах холсты, и какие-то мазилки быстро и ловко делают копии с этой картины, а Бродский чуть-чуть поправляет эти копии и ставит на них свою фамилию. Ему заказано 60 одинаковых „расстрелов“ в клубы, сельсоветы и т. д., и он пишет эти картины чужими руками, ставит на них своё имя и живёт припеваючи. Все „расстрелы“ в чёрных рамках. При мне один из копировальщиков получил у него 20 червонцев за пять „расстрелов“. Просил 25 червонцев.
Сам Бродский очень мил. …чтобы покупать картины (у него отличная коллекция Врубеля, Малявина, Юрия Репина и пр.), чтобы жить безбедно и пышно, приходится делать „расстрелы“ и фабриковать Ленина, Ленина, Ленина. Здесь опять таки мещанин, защищая своё право на мещанскую жизнь, прикрывается чуждой ему психологией. …
Примирило меня с ним то, что у него так много репинских реликвий. Бюсты Репина, портреты Репина и проч. И я вспомнил того стройного изящного молодого художника, у которого тоже когда-то была своя неподражаемая музыка — в портретах, в декоративных панно. Его талант ушёл от него вместе с тонкой талией, бледным цветом лица.»

## Художественные работы

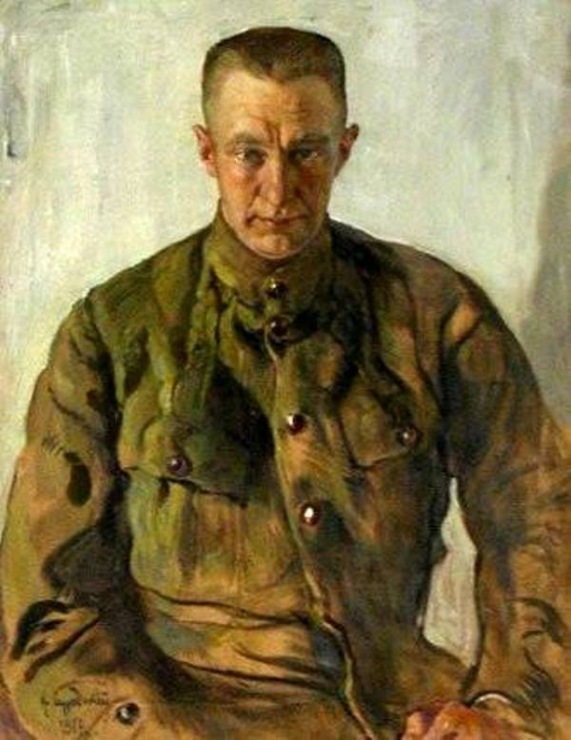
Портрет А. Ф. Керенского. 1917 г. Холст, масло.

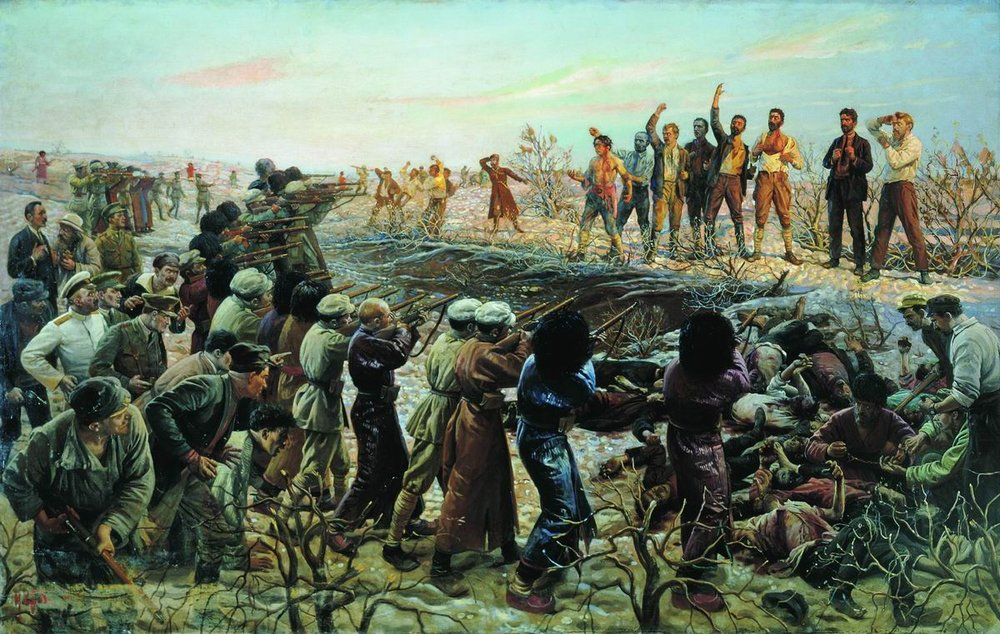
«Расстрел 26 бакинских комиссаров».

### Дореволюционные пейзажи и портреты
- «Тёплый день» (1908),
- «Фонтан» (1909),
- «Опавшие листья» (1913),
- «Зима» (1913),
- «Сказка» (1910—1911),
- «Италия» (1910—1911),
- «Летний сад осенью» (1928).
- «У озера» (1911)

В собрании Одесского художественного музея:
- «Весной»(1904).
- Городской вид. Этюд. (1904).
- Пейзаж. Этюд. (1904).
- Улица. Этюд. (1904).
- К весне. (1906).
- Озеро в Тверской губернии. (1913).
- Псков. Этюд. (1913).
- Деревня Сиверская. (1914).

### «Официальные» портреты и композиции
- Портрет А. Ф. Керенского (1917)
- «В. И. Ленин и манифестация» (1919)
- Портрет Л. Д. Троцкого (1921)
- Портрет Г. Е. Зиновьева (1921)
- Портрет М. И. Калинина (1921)
- Портрет А. В. Луначарского (1921)
- «Торжественное открытие II конгресса Коминтерна» (1920—1924)
- «В. И. Ленин на фоне Кремля» (1924)
- «Расстрел 26 бакинских комиссаров» (1925)
- «В. И. Ленин на фоне Волховстроя» (1926)
- Портрет Ф. Э. Дзержинского (1926)
- «В. И. Ленин в Смольном» (1930)
- Портрет И. В. Сталина (1928)
- Портрет К. Е. Ворошилова (1929, 1931)
- «Выступление В. И. Ленина на Путиловском заводе» (1929)

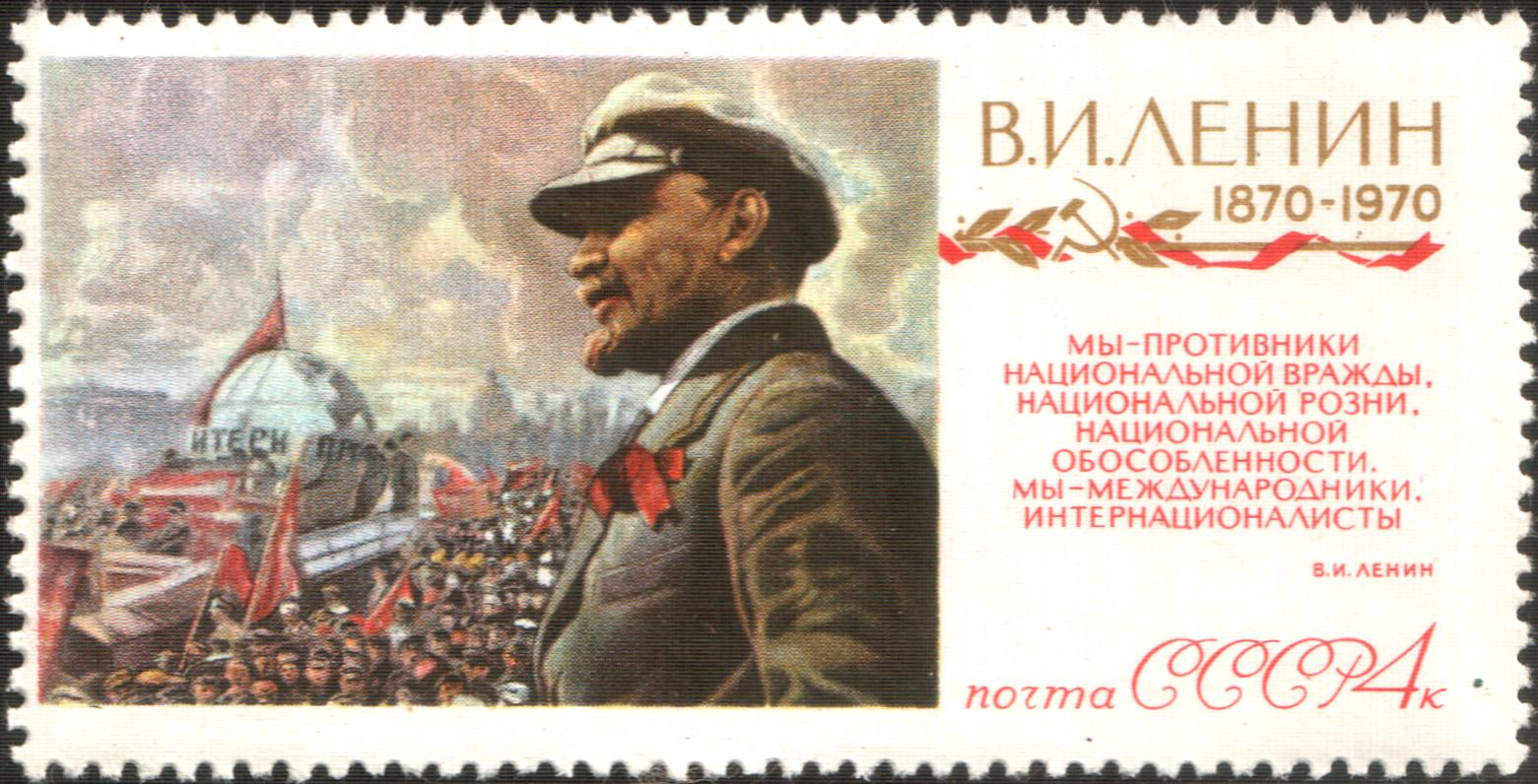
Марка СССР: «В. И. Ленин на первомайской демонстрации» (по картине Исаака Израилевича Бродского). Серия: К 100-летию со дня рождения Владимира Ильича Ленина (1870—1924). Ленин в искусстве

- Портрет М. В. Фрунзе (1929)
- Портрет М. Горького (1929)
- Портрет В. Р. Менжинского (1932)
- «Выступление В. И. Ленина на проводах частей Красной Армии, отправляющихся на Польский фронт» (1933)
- Портрет В. М. Молотова (1933)
- Портрет С. М. Кирова (1934)
- Портрет В. В. Куйбышева (1935)
- Портрет А. А. Жданова (1935)
- Портрет Л. М. Кагановича (1935)
- Портрет Г. К. Орджоникидзе (1936)

## Семья
- Первая жена — Любовь Марковна Бродская (урождённая Гофман, 1888—1962), художница.
  - Дочь — Лидия Бродская (1910—1991), народный художник СССР, жена художника Ф. П. Решетникова.
    - Внучка — художница Любовь Решетникова (род. 1943). Её муж — художник Григорий Григорьевич Цикунов.

  - Сын — Евгений Исаакович Бродский (1912—1993).
- Вторая жена — Татьяна Петровна Бродская (урождённая Мясоедова), дочь живописца П. Е. Мясоедова.

## Адреса в Петрограде — Ленинграде
- 1908—1909 — 12-я линия ВО, 31 (ВПб на 1909. O. III. C. 94)
- 1921—1922 — Большой проспект Петроградской стороны, 57;[17]
- 1923—1925 — Петропавловская улица, 8;
- 1925—1939 — дом Голенищева-Кутузова — пл. Лассаля, 3
- ????—???? — Улица Ленина, 41 / Полозова улица, 28[18].
- ????—???? — Большой пр. П.С., д. 83[19].

## Память
- В 1940 году на доме Голенищева-Кутузова установлена мемориальная доска Бродскому по проекту архитектора Н. Ф. Демкова.
- В центре Ленинграда (Площадь Искусств, 3 — Дом Голенищева-Кутузова) был создан музей художника — музей-квартира И. И. Бродского, являющийся отделом Научно-исследовательского музея Российской академии художеств. В сентябре 1940 года улица Лассаля близ Невского проспекта была переименована в улицу Бродского (в 1991 году ей было возвращено историческое название — Михайловская улица).
- Имя Бродского в 1938—1941 годах носил Одесский национальный художественный музей.
- Имя Бродского носит основанный им в 1930 году Бердянский художественный музей, куда художник передал около 200 картин русских художников из своего собрания.

## Ученики
- Белоусов, Пётр Петрович (1912—1989)
- Васильев, Пётр Константинович (1909—1989)
- Грицай, Алексей Михайлович (1914—1998)
- Кривоногов, Пётр Александрович (1911—1967)
- Лактионов, Александр Иванович (1910—1972)
- Непринцев, Юрий Михайлович (1909—1996)
- Орешников, Виктор Михайлович (1904—1987)
- Острова, Лидия Александровна (1914—2009)
- Серов, Владимир Александрович (1910—1968)
- Тимков, Николай Ефимович (1912—1993)
- Тимошенко, Иван Прохорович (1913—1998)

## Публикации текстов
- Бродский И. И. Мой творческий путь / И. Бродский. — Л. ; М. : Искусство, 1940. — 190 с., 43 л. вкл. л. ил., портр. : ил., портр., факс.
  - Бродский И. И. Мой творческий путь / Лит. ред. и вступ. статья канд. искусствоведения И. А. Бродского. — 2-е изд., доп. и перераб. — Л. : Художник РСФСР, 1965. — 176 с., 9 л. ил. : ил. — 10 000 экз.
  - Бродский И. И. Мой творческий путь / И. И. Бродский. — СПб. : Лениздат : Команда-А, 2014. — 223 с. — (Лениздат-классика). — 3000 экз. — ISBN 978-5-4453-0746-4.